# Ptilodactyla trinotata
Ptilodactyla trinotata is een keversoort uit de familie Ptilodactylidae. De wetenschappelijke naam van de soort is voor het eerst geldig gepubliceerd in 1857 door Lacordaire.